# João da Mota e Silva
João da Mota e Silva (dito o Cardeal da Mota; Castelo Branco, 14 de agosto de 1685 — Lisboa, 4 de outubro de 1747) foi um cardeal e político português, exerceu o equivalente ao cargo de primeiro-ministro de Portugal.

## Biografia
D. João nasceu duma família ilustre. Seu irmão, o padre Pedro da Mota e Silva, foi secretário dos Negócios do Reino (ministro do Interior) de 1736 a 1756. Seu sobrenome também consta como da Motta. Estudou na Universidade de Coimbra, obtendo um doutoramento. Exerceu o cargo de cónego da Colegiada de São Tomé.
Criado cardeal-presbítero por Bento XIII no Consistório de 2 de novembro de 1727, a pedido de D. João V de Portugal; com o Breve apostólico de 18 de dezembro, o papa enviou-lhe o barrete cardinalício, mas ele nunca foi a Roma para receber o barrete e o título. Não participou do conclave de 1730, que elegeu o Papa Clemente XII.
Foi nomeado pelo rei como arcebispo de Braga-Primaz das Espanhas e Senhor de Braga em 1732, mas nunca obteve confirmação da Santa Sé; a arquidiocese ficou vaga de 1728 a 1740. Após a morte de Diogo de Mendonça Corte Real, em 1736, tornou-se o principal conselheiro do rei D. João V, uma espécie de primeiro-ministro, embora nunca tenha sido nomeado para tal cargo. Não participou do conclave de 1740, que elegeu o Papa Bento XIV.
O Cardeal da Mota faleceu em 4 de outubro de 1747, em Lisboa. Foi exposto e sepultado na igreja de Santa Maria do Monte Carmelo, em Lisboa, a qual foi quase totalmente destruída no terramoto de 1755 e nunca foi reconstruída.